# سارية بن زنيم
سارية بن زنيم الدئلي الكناني صحابي مخضرم شهد الجاهلية والإسلام واشتهر بحادثة نداء عمر بن الخطاب لهُ من المدينة قائلا: يا سارية الجبل بينما كان سارية يقود جيشا للمسلمين في بلاد فارس فوصل لهُ صوت الخليفة عمر بن الخطاب من المدينة وهو ببلاد فارس فانحاز إلى جبل فكان لهم الانتصار على الجيش الفارسي.

## نسبه
هو سارية بن زنيم بن عمرو بن عبد الله بن جابر بن محمية بن عبد بن عدي بن الدئل بن بكر بن عبد مناة بن كنانة بن خزيمة بن مدركة بن إلياس بن مضر بن نزار بن معد بن عدنان، الدئلي الكناني.

## حياته في الجاهلية
كان سارية في الجاهلية خليعًا من قومه، أي لصًّا كثير الغارة، وكان عداء يسبق الفرس عدوًا على رجليه.

## إسلامه
ليس معلوماً بالضبط متى أسلم، والراجح أنه أسلم متأخراً لعدم ورود اسمه بين الصحابة الذين شهدوا بدراً أو أحداً أو الخندق، ولكن موقفه مع ابن أخيه (أسيد بن أبي أناس) يدل على أنهُ أسلم قبيل الفتح وقد حسن إسلامه، وقيل أنه تابعي روى عن النبي محمد ولم يرهُ والأصح على أن لهُ صحبة لعدم إعطاء إمارات الجيوش في ذلك الوقت إلا للصحابة.

### موقفه مع ابن أخيه أسيد
لما قدم وفد بني عبد بن عدي بن الدئل من قبيلة كنانة على النبي محمد ومعهم رهط من قومهم قالوا للرسول: «إنا لانريد قتالك ولو قاتلت غير قريش لقاتلنا معك». ثم أسلموا واستأمنوا لقومهم سوى رجل منهم أهدر النبي دمه يقال له أسيد بن أبي أناس بن زنيم، فبلغ أسيداً ذلك فأتى الطائف وأقام بها حتى كان عام فتح مكة فخرج سارية بن زنيم إلى الطائف وقال له: «يا ابن أخي اخرج إليه فإنه لا يقتل من أتاه». فخرج سارية بابن أخيه أسيد إلى النبي محمد فأسلم ووضع يده في يده، فأمَّنه النبي. فقال أسيد في هذا شعراً منه:

## فتوحاته في بلاد فارس
أسند إليه أمير المؤمنين عمر بن الخطاب قيادة أحد جيوش الفتح إلى بلاد فارس سنة 23 هـ، وذلك لفتح كورة دارابجرد وبها مدينة دارابجرد ومدينة فسا من بلاد فارس وقد انتصر فيهما وفتحهما. لقد أكتشف فيهِ عمر شخصية القيادة وشهد لهُ جميع القادة الذين عمل تحت امرتهم وأثنوا على حسن بلاءهِ واقدامهِ في الحروب، لذلك إختارهُ عمر بن الخطاب لمهمة في فتح بلاد فارس على الرغم من كثرة الانتصارات في تلك الفترة ولكن عمر أقلقهُ فتح فارس وكان يخرج بين آونة وأخرى إلى ضواحي المدينة وفي هجيرها القاسي ينتظر أخبار جيش المسلمين في بلاد فارس، وخاصة يوم النصر في معركة نهاوند والذي سمي فتح الفتوح.

## حادثة «ياسارية الجبل»
وقعت الحادثة حوالي عام 23 هـ/645 م أثناء خلافة عمر بن الخطاب.
وكان سارية أحد قادة جيوش المسلمين في فتوحات بلاد الفرس سنة 645 م/23هـ، وبينما كان يقاتل المشركين على أبواب نهاوند في بلاد الفرس تكاثر عليه الأعداء من الفرس والأكراد. وفي نفس اليوم كان الخليفة عمر بن الخطاب يخطب يوم الجمعة على منبر الرسول في المدينة، فإذا بعمر ينادي بأعلى صوته أثناء خطبته: «يا سارية الجبل، الجبل يا سارية الجبل، الجبل، ظلم من استرعى الذئب الغنم».
فعجب الناس من مقالة عمر ولم يفهموه، وبعد انتهاء الخطبة تقدم علي بن أبي طالب نحو عمر وسأله عن هذا الكلام فقال عمر: «والله ما ألقيت له بالاً، شيءٌ أتى على لساني»
ثم بعد شهر من هذا قدم سارية على عمر في المدينة فقال: «ياأمير المؤمنين، تكاثر العدو على جنود المسلمين وأصبحنا في خطر عظيم، فسمعت صوتاً ينادي:» يا سارية الجبل الجبل، من استرعى الذئب الغنم فقد ظلم«, فعلوت بأصحابي الجبل ونحن قبل ذلك في بطن واد ونحن مُحَاصِرُو العدو فما كان إلا ساعة حتى فتح الله علينا».
وفي رواية أخرى قيل أن عمر كان يخطب على مِنْبر النبي محمد يوم الجمعة، فعرض له في خطبتهِ أن قال: (يا ساريةُ، الجبلَ الجبلَ، من استرعى الذئب ظلم). فالتفت الناس بعضهم إلى بعض، فقال علي بن أبي طالب: ليخرجن مما قال، فلما فرغ من صلاته قال لهُ عليّ: ما شيء سَنَح لك في خُطْبتك؟ قال: وما هو؟ قال: قولك: (يا ساريةُ، الجبلَ، الجبلَ، من استرعى الذئب ظلم)، قال عمر: وهل كان ذلك مني؟ قال: نعم. قال: وقع في خَلَدي أن المشركين هَزَموا إخواننا فركبوا أكتافهم، وأنهم يمرون بجبل، فإن عدلوا إليه قاتلوا من وجدوا، وقد ظفروا، وإن جاوزوا هلكوا، فخرج مني ما تزعم أنك سمعته. قال: فجاء البشير بالفَتْح بعد شهر، فذكر أنه سمع في ذلك اليوم، في تلك الساعة، حين جاوزوا الجبل، صوتًا يشبه صوت عمر: يا ساريةُ، الجبلَ الجبلَ، قال: فعدلنا إليه، ففتح الله علينا.
وفي أخرى قيل أن سارية بن زنيم الدئلي قصد فسا ودار ابجرد حتى انتهى إلى عسكرهم فنزل عليهم وحاصرهم ما شاء الله، ثم إنهم استمدوا وتجمعوا وتجمعت إليهم أكراد فارس، فدهم المسلمين أمر عظيم، وجمعٌ كثير، وأتاهم الفرس من كل جانب، فرأى عمر فيما يرى النائم تلك الليلة معركتهم وعددهم في ساعة من النهار، فنادى من الغد: الصلاة جامعة! حتى إذا كان في الساعة التي رأى فيها ما رأى خرج إليهم، وكان ابن زنيم والمسلمون بصحراء إن أقاموا فيها أحيط بهم، وإن استندوا إلى جبل من خلفهم لم يؤتوا إلا من وجه واحد. فقام فقال: يا أيها الناس، إني رأيت هذين الجمعين، وأخبر بحالهما. وصاح عمر وهو يخطب: يا سارية بن زنيم، الجبل الجبل! ثم أقبل عليهم وقال: إن لله جنوداً، ولعل بعضها أن يبلغهم. فسمع سارية ومن معه الصوت فلجؤوا إلى الجبل، ثم قاتلوهم، فهزمهم الله وأصاب المسلمون مغانمهم.